# Кузенко, Геннадий Артёмович
Геннадий Артёмович Кузенко (1923, Тихорецк — 2007, Киев) — Герой Советского Союза. Был командиром артиллерийской батареи 238-го гвардейского истребительно-противотанкового артиллерийского полка 10-й отдельной гвардейской истребительно-противотанковой артиллерийской бригады 1-го Украинского фронта, гвардии капитан.

## Биография
Родился 7 июля 1923 года в городе Тихорецке Краснодарского края в семье рабочего. Русский. Окончив среднюю школу, работал на местном заводе «Красный молот».

### Военные годы
В Красной Армии с февраля 1942 года. Окончил ускоренный курс 1-го Ростовского артиллерийского училища ПТО 7 августа 1942 года. Участник Великой Отечественной войны с августа 1942 года. Член ВКП(б)/КПСС с 1943 года.
Батарея 238-го гвардейского истребительно-противотанкового артиллерийского полка (10-я отдельная гвардейская истребительно-противотанковая артиллерийская бригада, 1-й Украинский фронт) под командованием гвардии капитана Кузенко Г. А. 27 января 1945 года в бою на плацдарме на левом берегу реки Одер в районе населённого пункта Прейсдорф, в 6 километрах северо-западнее польского города Ополе, более четырёх часов отражала вражеские атаки. Когда пехота противника вплотную приблизилась к огневым позициям батареи, Геннадий Кузенко сам встал к орудию. Артиллеристы помогли пехоте удержать захваченный плацдарм до подхода подкрепления, нанеся противнику большие потери в живой силе и боевой технике.

### После войны
После войны отважный офицер-артиллерист продолжал службу в Вооружённых Силах СССР. В 1951 году он окончил Высшую офицерскую артиллерийскую штабную школу.
С 1962 года полковник Кузенко Г. А. в запасе. Жил в Ленинграде, а затем в Киеве. В 1970 году окончил Киевский торгово-экономический институт, работал старшим инженером Госплана Украинской ССР.
Участник праздничного выпуска капитал-шоу «Поле чудес» от 9 мая 1997 года.
Своё 80-летие в июле 2003 года генерал-майор Украины в отставке Кузенко Г. А. отмечал в родном Тихорецке Краснодарского края, куда прибыл по приглашению администрации и совета ветеранов города.
Кузенко был участником Международной встречи ветеранов войны 1941—1945 годов из Российской Федерации, Беларуси, Украины и Германии, прошедшей в Курске в 2006 году.
Умер 30 октября 2007 года, похоронен в Киеве на Совском кладбище.

## Награды
- Указом Президиума Верховного Совета СССР от 10 апреля 1945 года за умелое командование батареей, образцовое выполнение боевых заданий командования и проявленные мужество и героизм в боях с немецко-фашистскими захватчиками гвардии капитану Кузенко Геннадию Артёмовичу присвоено звание Героя Советского Союза с вручением ордена Ленина и медали «Золотая Звезда» (№ 6693)[4].
- Награждён орденом Красного Знамени, двумя орденами Отечественной войны I степени, орденами Отечественной войны II степени и Красной Звезды, а также медалями.
- Юбилейная медаль «60 лет освобождения Молдовы от фашистской оккупации» (Молдавия, 20 августа 2004 года) — в знак глубокого уважения и признательности за героизм, мужество и самоотверженность, проявленные при освобождении Молдовы от фашистской оккупации[5].
- Удостоен звания «Почётный гражданин города Тихорецка».

## Память

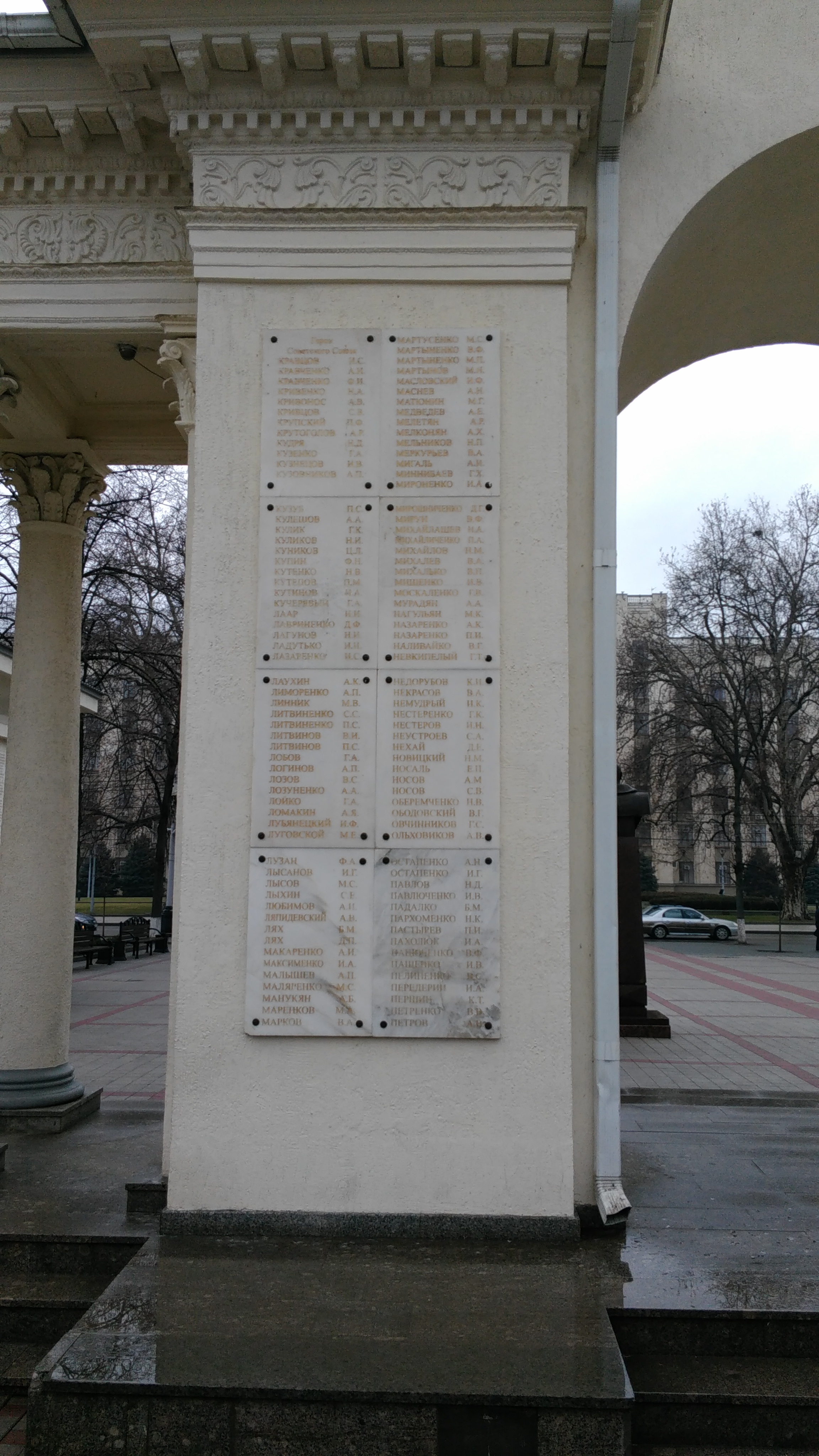
Имя Героя на мемориальной арке в Краснодаре. (Г-Пе)

- Имя Героя увековечено на мемориальной арке в Краснодаре.
- Имя Героя высечено золотыми буквами в зале Славы Центрального музея Великой Отечественной войны в Парке Победы города Москвы.
- На могиле героя установлен надгробный памятник.